# Třída P (1934)
Třída Pravda (jinak též třída P) byla třída ponorek Sovětského námořnictva. Celkem byly postaveny tři jednotky této třídy. Označeny byly rovněž jako IV. série. Celkem byly postaveny tři jednotky této třídy. Ve službě byly v letech 1936–1956. Ve stavbě se dále nepokračovalo, neboť třída byla považována za nepovedenou. Za druhé světové války byly ponorky využívány především jako transportní a k výcviku. Jedna byla za války potopena.

## Stavba
Ponorky byly objednány během první pětiletky. Měly operovat společně s flotou, proto měly dosahovat vysoké rychlosti. Stavba třídy začala roku 1931. Ponorky se vyráběly v Leningradě a sovětskému námořnictvu byly předány roku 1936. Nebyly však povedenou konstrukcí. Mimo jiné měly špatné nautické vlastnosti, oproti jiným ponorkám podobné velikosti byly slaběji vyzbrojené, měly menší dosah a nedosahovaly ani plánované rychlosti 20 uzlů na hladině a 10 uzlů pod hladinou. Proto byly postaveny pouze tři jednotky.
Jednotky třídy Pravda:
| Jméno          | Založení kýlu | Spuštěna         | Vstup do služby | Poznámky |
| -------------- | ------------- | ---------------- | --------------- | --- |
| P1 (ex Pravda) | 1931          | 3. ledna 1934    | červen 1936     | Dne 17. září 1941 potopena minou u finského poloostrova Hanko.                                                                              |
| P2 (ex Zvezda) | 1931          | 14. dubna 1935   | červenec 1936   | V prosinci 1941 v Leningradu poškozena německým dělostřelectvem. Od roku 1944 sloužila ke zkouškám a od roku 1951 k výcviku. Vyřazena 1956. |
| P3 (ex Iskra)  | 1931          | 4. prosince 1934 | červenec 1936   | Dne 23. září 1941 v Leningradu poškozena Luftwaffe. Vyřazena 1952.                                                                          |

## Konstrukce

Ponorka třídy P s novou velitelskou věží

Trup měl dvoutrupou koncepci a byl rozdělen do osmi sekcí. Hlavňovou výzbroj představovaly dva 100mm kanón a jeden 45mm kanón. Dále nesly šest 533mm torpédometů (čtyři příďové a dva záďové) se zásobou deset torpéd. Pohonný systém tvořily dva diesely MAN o výkonu 5400 bhp a dva elektromotory o výkonu 1000 shp, pohánějící dva lodní šrouby. Nejvyšší rychlost dosahovala 18,5 uzlu na hladině a 7,7 uzlu pod hladinou. Dosah byl 5700 námořních mil při rychlosti deseti uzlů na hladině a 105 námořních mil při čtyřech uzlech pod hladinou. Operační hloubka ponoru dosahovala padesát metrů.

### Modifikace
Ponorky P2 a P3 po válce dostaly novou velitelskou věž, která jejich vzhled přibližovala ke třídě K.